# Saint-Hilaire-sur-Benaize
Saint-Hilaire-sur-Benaize è un comune francese di 365 abitanti situato nel dipartimento dell'Indre nella regione del Centro-Valle della Loira.

## Società

### Evoluzione demografica
Abitanti censiti